# У Яньянь
У Яньянь (7 січня 1978) — китайська плавчиня.
Учасниця Олімпійських Ігор 1996 року.
Чемпіонка світу з водних видів спорту 1998 року.